# Kejserlige japanske hær
Den Kejserlige japanske hær (Kyūjitai: japansk: 大日本帝國陸軍 Shinjitai: japansk: 大日本帝国陸軍, Romaji: Dai-Nippon Teikoku Rikugun eller bogstavligt Hæren for det store japanske imperium; engelsk: Imperial Japanese Army, forkortet IJA) var den officielle landbaserede væbnede styrke for Kejserriget Japan fra 1871 indtil 1945. Den blev kontrolleret af den kejserlige hærs generalstab og krigsministeriet, som begge var formelt underordnet Japans kejser som øverstbefalende for hæren og flåden. Senere blev en generalinspektoratet fra det militære (hær) flyvetjeneste, den tredje organ med kontrol over hæren. I krigstid eller nationale nødsituationer, skulle kejserens formelle kommandofunktioner, centraliseres i det Kejserlige generalhovedkvarter, et ad hoc-organ bestående af chefen og vicechefen for hærens generalstab, krigsministeren, chefen og vicechefen for flådegeneralstaben, generalinspektøren for den militære luftfart og generalinspektøren for militær uddannelse.

## Historie

### Grundlæggelse
Under Meiji-restaurationen var de militære styrker loyale over for kejseren, samurai hovedsageligt hentet fra de loyalistiske feudale domæner Satsuma og Chōshū. Efter den vellykkede omstyrtelse af Tokugawa-shogunatet (bakufu) og etablering af den nye Meijiregeringen modelleret efter europæiske linjer, blev et mere formel militær, der skulle være loyale over for den centrale regering end de enkelte domæner, anerkendt af den brede befolkning som en nødvendighed for at bevare Japans uafhængighed fra vestlig imperialisme.
Denne centrale hær, den "kejserlige japanske hær", blev endnu mere essentiel efter ophævelsen af de feudale domæner i 1871. For at reformere militæret, indførte regeringen landsdækkende værnepligt i 1873, der krævede, at alle mænd mellem 17 år og 40 forpligter sig til tre års aktiv tjeneste, efterfulgt af yderligere to år i den første reserve (aktiv), og yderligere to i den anden reserve (standby). En af de primære forskelle mellem samuraierne og bondeklasse var retten til at bære våben, hvor dette gamle privilegium pludseligt blev udvidet til at omfatte alle mænd i landet.

### Udenlandsk støtte
Den tidlige kejserlige japanske hær var hovedsageligt udviklet med hjælp fra franske rådgivere, gennem den anden franske militærmission til Japan (1872-1880), og den tredje franske militærmission til Japan (1884-1889). Men på grund af den tyske sejr i den fransk-preussiske krig, påberåbte den japanske regering også Preussen som en model for deres hær, og hyrede to tyske militære rådgivere (major Jakob Meckel, der blev afløst i 1888 af von Wildenbrück og kaptajn von Blankenbourg) til uddannelse af den japanske generalstab fra 1886 til april 1890. Den kejserlige hærs generalstab, der var baseret på den preussiske generalstab, blev etableret direkte under kejseren i 1878 og blev givet brede beføjelser til militær planlægning og strategi.
Andre kendte udenlandske militære rådgivere var den italienske major Pompeo Grillo, der arbejdede på Osaka-støberiet fra 1884 til 1888, efterfulgt af major Quaratezi fra 1889 til 1890 og den hollandske kaptajn Schermbeck, der arbejdede på at forbedre kystforsvaret fra 1883 til 1886. Japan gjorde ikke brug af udenlandske militære rådgivere mellem 1890 og 1918, indtil atter en fransk militærmission til Japan (1918-1919), der blev ledt af kommandant Jacques-Paul Faure, der blev anmodet om at hjælpe med udviklingen af det japanske luftvåben.

### Taiwan-ekspeditionen
Taiwan-ekspeditionen i 1874 var en straffeekspedition af japanske militære styrker som reaktion på mordet af 54 besætningsmedlemmer på et forlist ryukyusk handelsskib, på Paiwan indfødte på den sydvestlige spids af Taiwan i december 1871. Den markerede den første oversøiske indsættelse af den kejserlige japanske hær og flåde.

### Satsumaoprøret
Ikke overraskende førte den nye orden til en række uroligheder fra utilfredse samurai. Et af de største optøjer blev ledet af Saigō Takamori. Det var Satsumaoprøret, som i sidste ende blev til en borgerkrig. Dette oprør blev aflivet hurtigt af værnepligtige i det nydannede kejserlige hær, med vestligt taktik og våben, selvom kernen i den nye hær faktisk var Tokyos politistyrke, hovedsageligt bestående af tidligere samuraikrigere.
En kejserligt reskript til soldater og sømænd i 1882 opfordrede de nye væbnede styrker til ubetinget loyalitet over for kejseren, og hævdede, at kommandoer fra overordnede officerer svarede til kommandoer fra kejseren selv. Fra den tid af eksisterede militæret i et intimt og privilegeret partnerskab med den kejserlige institution.
Toprangerende militære ledere fik direkte adgang til kejseren og myndighed til at fremsende hans udtalelser direkte til tropperne. Det positive forhold mellem værnepligtige og officerer, især yngre officerer, der primært blev hentet fra bønderne, havde tendens til at trække militæret tættere på borgerne. Med tiden kom de fleste mennesker til at se mere ledelse i nationale anliggender hos militære end politiske ledere.
I 1890'erne, var den kejserlige japanske hær vokset til at blive den mest moderne hær i Asien, veltrænede, godt udstyret og med god moral. Men det var dybest set en infanteristyrke, der var mangelfuld i kavaleri og artilleri sammenlignet med sine europæiske samtidige. Artilleristykker, som blev købt fra USA og en række af europæiske nationer, havde desuden to problemer: de var få, og det relative lille antal, der var til rådighed var i flere forskellige kalibre, hvilket skabte problemer med deres ammunitionsforsyning.

### 1. kinesisk-japanske krig
Den første kinesisk-japanske krig var en krig udkæmpet mellem Qing-dynastiet i Kina og den japanske Meijiregeringen om kontrollen over Korea. Den kinesisk-japanske krig ville komme til at symbolisere det svage Qing-militær, hvor japanerne sikrede sejr efter sejr over de kinesiske styrker. Dette var et resultat af Japans nye værnepligtshær efter vestligt forbillede. De japanske styrker var veludstyret og veluddannet i forhold til deres kinesiske modpart. De vigtigste resultater blev et skift i den regionale dominans i Asien fra Kina til Japan og et skæbnesvangert slag for Qing-dynastiet. Japan opstillede en styrke på 120.000 i to hære og fem divisioner.

### Bokseropstanden
I 1899-1900 intensiverede Bokserangrebene mod udlændinge i Kina og førte senere til belejringen af de diplomatiske gesandtskaber i Beijing. En international styrke bestående af britiske, franske, russiske, tyske, italienske, østrig-ungarske, amerikanske og japanske soldater blev samlet for at lette gesandtskaber. Japanerne leverede det største kontingent af soldater, 20.840, samt 18 krigsskibe. Af det samlede antal var 20.300 kejserlige japanske hær tropper fra den 5. infanteridivision under generalløjtnant Yamaguchi Motoomi, mens resten var 540 flåderikusentai fra den kejserlige japanske flåde. Oprørerne brugte traditionel kinesisk kampsport, i modsætning til moderne militære våben og taktikker. Dette førte til, at de bliver kaldt "Boksere" af vesterlændinge, da det var sådan de opfattede kampsport på det tidspunkt. Mens officielt at fordømme bevægelsen, havde bokserne uofficielle støtte fra Enkekejserinde Cixi. I sidste ende blev Bokserledere fanget og henrettet. Enkekejserinden, blev tvunget til at flygte fra paladset, da de udenlandske hære gik ind i Den Forbudte By.

### Russisk-japanske krig
Den russisk-japanske krig var et resultat af spændinger mellem Rusland og Japan, hovedsageligt på grund af rivaliserende imperialistiske ambitioner over Manchuriet og Korea. Japanerne påførte alvorlige tab på russerne, men de var ikke i stand til at påføre et afgørende slag mod de russiske hære. Overafhængighed af infanteri førte til store tab blandt de japanske styrker især under belejringen af Port Arthur.

### 1. verdenskrig
Kejserriget Japan gik ind i krigen på Ententemagternes side. Selvom forsigtige planer blev udarbejdet for at sende en ekspeditionsstyrke på mellem 100.000 og 500.000 mænd til Frankrig, blev i sidste ende den eneste aktion, som den kejserlige japanske hær var involveret i, et omhyggeligt og velgennemført angreb på den tyske koncession Tsingtao i 1914.

### Mellemkrigstiden
I løbet af 1917-18 fortsatte Japan med at udvide sin indflydelse og privilegier i Kina ved hjælp af Nishiharalånene. Efter det Russiske Kejserriges sammenbrud under Oktoberrevolutionen, planlagde den kejserlige japanske hær oprindeligt, under den sibiriske intervention, at sende mere end 70.000 tropper til at besætte Sibirien så langt mod vest som Bajkalsøen. Hærens generalstab så det tsaristiske sammenbrud som en mulighed for at frigøre Japan fra enhver fremtidig trussel fra Rusland ved at fjerne Sibirien og danne en selvstændig stødpudestat. Planen blev nedtrappet betydeligt på grund af modstand fra USA.
I juli 1918 bad præsident Wilson den japanske regering om at levere 7.000 soldater som del af en international koalition på 24.000 tropper der var planlagt til at støtte American Expeditionary Force Siberia. Efter en ophedet debat i Diet, blev premierminister Terauchi Masatakes regering enig om at sende 12.000 tropper, men under kommando af Japan, i stedet for, som en del af en international koalition. Japan og USA sendte styrker til Sibirien for at styrke den Hvide Hær under ledelse af admiral Aleksandr Koltjak mod den bolsjevikiske Røde Hær.
Da den politiske beslutning var nået, tog den kejserlige japanske hær fuld kontrol under stabschef general Yui Mitsue, og i november 1918, havde mere end 70.000 japanske tropper besat alle havne og større byer i det russiske Primorskij kraj og det østlige Sibirien.
I juni 1920 trak USA og dets allierede koalition partnere sig tilbage fra Vladivostok efter Den Røde Hærs tilfangetagelse og henrettelse af den Hvide hærs leder, admiral Aleksandr Koltjak. Men japanerne besluttede at blive, primært af grund for frygt for spredning af kommunismen så tæt på Japan, og det japansk kontrollerede Korea og Manchuriet. Den japanske hær gav militær støtte til den japansk-støttede provisoriske Priamur regering baseret i Vladivostok mod den Moskva-støttede Fjernøstlige Republik.
Den fortsatte japanske tilstedeværelse bekymrede USA, som mistænkte Japan for at have territoriale planer for Sibirien og det russiske Fjernøsten. Efter at være udsat for intens diplomatisk pres fra USA og Storbritannien, og over for stigende indenlandske modstand på grund af de økonomiske og menneskelige omkostninger, trak premierminister Kato Tomosaburos regering de japanske styrker tilbage i oktober 1922.

### Fremgang for militarisme i Shōwa-perioden
I 1920'erne ekspanderede den kejserlige japanske hær hurtigt, og i 1937 havde den en styrke på 300.000 mand. I modsætning til vestlige lande, nød den stor uafhængighed fra regeringen. I henhold til bestemmelserne i Meiji-forfatningen, blev krigsministeren kun holdt ansvarlig over for kejser Hirohito selv, og ikke til den valgte civile regering. Rent faktisk havde de japanske civile regeringer brug for støtte fra hæren for at overleve. Hæren kontrollerede udnævnelsen af krigsministeren og i 1936 blev en lov vedtaget, som fastsatte, at kun en general eller generalløjtnant i aktiv tjeneste kunne sidde på stillingen. Som et resultat heraf steg de militære udgifter som en andel af det nationale budget uforholdsmæssigt i 1920'erne og 1930'erne, og forskellige fraktioner inden for militæret udøvede uforholdsmæssig stor indflydelse på japansk udenrigspolitik.
Den kejserlige japanske hær blev oprindeligt blot kendt som Hæren (rikugun), men efter 1928, som en del af hærens kursændring mod nationalromantikken og også for at tjene deres politiske ambitioner, omdøbte de sig selv til den Kejserlige hær (kōgun).

### Konflikt med Kina
I 1931 havde den kejserlige japanske hær en samlet styrke på 198.880 officerer og mænd, organiseret i 17 divisioner. Mukden-episoden, som det blev kendt i Japan, var det påståede angreb på en japansk-ejede jernbane, udført af kinesiske banditter. Handling fra militæret, stort set uafhængig af den civile ledelse, førte til en invasion af Manchuriet i 1931 og senere til den 2. kinesisk-japanske krig i 1937. Da krig nærmede sig, aftog den kejserlige hær indflydelse med kejseren, og indflydelsen fra den kejserlige japanske flåde øges. Ikke desto mindre, var hæren i 1938 blevet udvidet til 34 divisioner.

### 2. verdenskrig
I 1941 havde den kejserlige japanske hær 51 divisioner og en række særlige artilleri, kavaleri, antiluftskyts og pansrede enheder med i alt 1.700.000 mænd. I begyndelsen af 2. verdenskrig var det meste af den japanske hær udstationeret i Kina, hvor 27 divisioner var stationeret. Yderligere 13 divisioner fik til opgave at forsvare den mongolske grænse, på grund af bekymring om et muligt angreb fra Sovjetunionen. Imidlertid blev der fra 1942 sendt soldater til Hongkong (23. armé), Filippinerne (14. armé), Thailand (15. armé), Burma (15. armé), Hollandsk Ostindien (16. armé) og Malaya (25. armé). I 1945 var der 5,5 millioner mænd i den kejserlige japanske hær.
Fra 1943, led japanske tropper fra en mangel på forsyninger, især fødevarer, medicin, ammunition og våben der, der i høj grad skyldtes ubådsangreb på forsyninger og tab til japansk skibsfart, som blev forværret af en langvarig og alvorlig rivalisering med den kejserlige japanske flåde. De manglende forsyninger forårsagede et stort antal kampfly til at blive ubrugelige på grund af manglende reservedele og "så mange som to tredjedele af Japans samlede militære dødsfald skyldtes sygdom eller sult."

#### Fanatisme og krigsforbrydelser
Igennem den 2. kinesisk-japanske krig og 2. verdenskrig, havde den kejserlige japanske hær fået et ry for både for deres fanatisme og for deres brutalitet imod krigsfanger og civile – med Nanjing-massakren som et eksempel. Efter Japan overgav sig i sommeren 1945, blev mange af den kejserlige japanske hærs officerer og menige retsforfulgt og straffet for at have begået utallige grusomheder og krigsforbrydelser. I 1949 blev retssagerne stoppet, med i alt 5.700 tilfælde blevet hørt.
Generalmajor Tomitarō Horii udstedte en "Vejledning til soldater i Sydhavet" i slutningen af 1941, der beordrede soldater til ikke at plyndre og dræbe civile. Formålet var at forhindre en gentagelse af grusomheder, som hæren havde begået i Kina, men var kun for mænd under hans kommando.
Flere årsager er blevet teoretiseret om den særligt brutale og nådesløse opførsel som mange af soldaterne fra den Kejserlige japanske hær udviste mod deres fjender eller ikke-japanske civile. Den ene var formentlig den brutale adfærd, som de selv blev udsat for. Den kejserlige japanske hær var kendt for den meget hårdhændet behandling af sine indrulleret soldater fra starten af uddannelsen, herunder slag, unødvendige belastende opgaver, mangel på ordentlig mad og andre voldelige eller skrappe disciplinære taktikker. Dette var i strid med den Kejserlige reskript til soldater og sømænd i 1882, som pålagde officerer at behandle deres underordnede respektfuldt. Ikke før 1943 blev den øverste kommando klar over at denne brutalitet havde haft indvirkning på moralen og de beordrede derfor en ende på det, en ordre, som blev rutinemæssigt omgået eller ignoreret. Gyokusai-ånden ("glorværdig død") beordrede dem til selvmordsangreb med bajonetter, når forsyninger af håndgranater og ammunition stadig var til rådighed.
Tropperne i den kejserlige hærs ry under Stillehavskrigen for at nægte at overgive sig blev etableret af det lave antal japanske overlevende i talrige kampe i hele Stillehavskrigen ; 921 blev taget til fange ud af en garnisonsstyrke på 31.000 i slaget om Saipan, 17 ud af 3000 i slaget om Tarawa, 7.400-10.755 ud af 117.000 i slaget om Okinawa, med et stort antal af slagmarksselvmord straffet af den kejserlige hær. I det sydvestlige Stillehavsområde overgav lidt over 1.000 sig i både 1942 og 1943, omkring 5.100 i 1944 og over 12.000 i 1945, og dette kunne have været større med undtagelse af sygdom. Propaganda gennem flyveblader kastet af amerikanerne stod for omkring 20% af overgivelser, svarende til omkring en krigsfange for hver 6.000 flyveblade kastet, mens den japanske indsigelse mod de "hensynsløse" flyveblade, som indeholdt en vis sandhed i forbindelse med vilje hos amerikanerne til at acceptere overgivelser fra japanerne. Dette var i modsætning til den Kejserlige japanske hærs praksis om at skildre amerikanske tropper som grusomme og nådesløse, og at henvise til dem som 鬼畜米英 (Kichiku Beihei, bogstaveligt dæmoniske udyr amerikansk og engelsk) og at informere deres egne tropper, at amerikanerne ville voldtage alle tilfangetagne kvinder og torturere mænd, der direkte førte til brutal behandling af krigsfanger i hændelser såsom Dødsmarchen på Bataan og masseselvmord af japanske soldater og civile under slaget om Saipan og slaget om Okinawa.

#### Kejserlige generalhovedkvarter og kejserens magt iShōwa-perioden
I løbet af den første del af Shōwa-perioden, havde kejseren ifølge Meiji-forfatningen "overkommandoen over Hæren og Flåden" (artikel 11). Hirohito var således juridisk øverstbefalende for det Kejserlige generalhovedkvarter, der blev grundlagt i 1937, og hvori de militære beslutninger blev truffet.
De primære kilder, såsom "Sugiyama-memoet", og dagbøger fra Fumimaro Konoe og Koichi Kido, beskriver i detaljer de mange uformelle møder kejseren havde med sine stabschefer og ministre. Disse dokumenter viser, at han blev holdt underrettet om alle militære operationer og ofte satte spørgsmålstegn ved hans ledende medarbejdere og bad om ændringer.
Ifølge historikerne Yoshiaki Yoshimi og Seiya Matsuno, godkendte Hirohito ved specifikke ordrer, der blev overført af stabschefen i hæren såsom Prins Kan'in eller Hajime Sugiyama, brugen af kemiske våben mod kinesiske civile og soldater. For eksempel, autoriserede han brugen af giftige gas ved 375 forskellige lejligheder under invasionen af Wuhan i 1938.  Sådanne våben blev også godkendt under invasionen af Changde.
Ifølge historikerne Akira Fujiwara og Akira Yamada, foretog Hirohito selv store indgreb i nogle militære operationer. For eksempel pressede han feltmarskal Hajime Sugiyama fire gange i januar og februar 1942 til at øge troppe styrken og igangsætte angreb på Bataan. I august 1943, skældte han Sugiyama ud for at være ude af stand til at stoppe den amerikanske fremryk på Salomonøerne og bad generalen at overveje andre steder at angribe.
Kun i sjældne tilfælde af særlig betydning, blev beslutninger truffet i det Kejerlige råd. Den kejserlige regering brugte denne særlige institution til at sanktionere invasionen af Kina, den Storøstasiatiske krig og for at afslutte krigen. I 1945 gennemførte kejser Shōwa for den eneste gang beslutningen, der var godkendt i den Kejserlige konference, der direkte beordrede via et optaget radioklip udsendt til alle i Japan, da hans sidste rolle som øverstbefalende, overgivelsen til amerikanske styrker.

## Efter 2. verdenskrig

### Selvforsvarende landstyrker
Artikel 9 i den japanske forfatning giver afkald på retten til at bruge vold som et middel til at løse konflikter. Dette blev vedtaget af japanerne for at undgå militarisme, hvilket havde ført til konflikten. Men i 1947 blev den Offentlige sikkerhedsstyrke dannet, og senere i 1954, under de tidlige faser af den kolde krig, dannede den Offentlige sikkerhedsstyrke grundlag for de nyoprettede Selvforsvarende landstyrker. Selvom den var betydeligt mindre end den tidligere Kejserlige japanske hær og formelt kun til defensive formål, udgør denne styrke den moderne hær i Japan.

### Fortsat modstand
Hver for sig, valgte nogle soldater fra den kejserlige japanske hær at fortsatte med at kæmpe på isolerede øer i Stillehavet indtil mindst 1970'erne, med de sidste kendte japanske soldater, der overgav sig i 1974. Efterretningsofficer Hiroo Onoda, der overgav på Lubang i Filippinerne i marts 1974, og Teruo Nakamura, der overgav sig på den indonesiske ø Morotai i december 1974, menes at have været det sidste bekræftede holdouts.

## Ideologi
Japansk nationalisme betød, at militæret var bygget op omkring et koncept for periode: et rigt land har et stærkt militær. Nationalisterne hævdede, at Japan som et land var helligt, og dets folk var særlige på grund af en kombination af Zen-Chan og forskellige former for japansk buddhisme med shinto. Tjeneste i det japanske militær blev set som tjeneste til kejseren. Hver soldat troede i teorien det var en stor ære at dø for kejseren da samurai begrebet "at tjene" var dybt indgroet i alle soldaternes kultur.
Begrebet Yamato-damashii udstyrede hver soldat med en streng kodeks: Aldrig blive taget til fange, aldrig bryde sammen og aldrig overgive sig. At være en kujon eller at blive tilfangetaget var en skændsel for ens familie, samfund og land. Hver soldat blev trænet til at kæmpe til døden og forventedes at dø, før de led vanære. Ofte ville kejserlige soldater råbe "banzai" før de angreb i kamp, i den tro, at den sprudlende jubel kunne signalere deres villighed til at dø med ære.
Hver soldat accepterede, at man ventede at tjene stoisk som en del af deres bushido, der var repræsenteret i ideen om "død før vanære". Sadao Araki, en hærteoretiker, udformede den moderne tilpasning til bushido-kodeks som et Seishin Kyoiku (åndelig uddannelse)-doktrin for hæren. Som sådan ville hver soldat efterlade alt bag sig, når man går i tjeneste, så man ikke har brug for andet end æren. Faktisk betød ære, som var repræsenteret ved navn og ansigt, alt for soldaterne. Yamato-damashii er en gammel japansk ånd af selvstolthed og vedholdenhed over for alvorlig fare, en slags mod.
Bundet sammen med konceptet om Bushido, var en enorm, religiøs respekt for kejseren. Skønt der under Meiji og Taishō-perioderne, var kejseren praktisk talt en kransekagefigur. Den reelle magt blev holdt af bureaukrater under ham, men han blev stadig betragtet som en guddommelig figur. I teorien gik den øverstkommanderende, kejseren, normalt med til hvad regeringen "bad" ham at gøre. Kejseren havde den øverstbefalendes uniform, og der blev gjort honnør af den kejserlige styrker på alle ceremonielle funktioner, der involverede den Kejserlige japanske hærs styrker.
På det tidspunkt kunne den kejserlige regering kun mobilisere militæret, hvis ministre kom til en enstemmig enighed om ordren. Kejserens rolle lå i at give sin velsignelse til at udføre og binde sådanne ordrer. Kejseren var forpligtet til at være til stede ved alle kejserlige regeringsmøder for at en beslutning kunne være bindende. Kejseren overværede tavst samtlige officielle møder med ministrene. Hvis hans velsignelse blev givet, efter en overenskomst mellem ministrene, blev disse anmodninger til ordrer fra kejseren, og de ville blive håndhævet over folket i Japan.

## Den kejserlige japanske hærs tilvækst
- 1870: bestod af 12.000 mand.
- 1885: bestod af syv divisioner inklusiv den Kejserlige garde-division.
- I begyndelsen af 1900'erne bestod den kejserlige japanske hær af 12 divisioner, den Kejserlige gardedivision, og mange andre enheder. Disse indeholdte følgende:
  - 380.000 i aktiv tjeneste og 1. reserve personel: tidligere Klasse A og B(1) værnepligtige efter to års aktiv tjeneste med 17 og 1/2 års forpligtelse
  - 50.000 anden linjereserve: Samme som ovenfor, men tidligere klasse B (2) værnepligtige
  - 220.000 nationale hær
    - 1. nationale hær: 37 til 40 årige mænd fra slutningen af 1. reserve til 40 år gamle.
    - 2. nationale hær: utrænede 20-årige og over 40 år gamle trænede reserver.

  - 4.250.000 mænd til rådighed for tjeneste og mobilisering.
- 1934: hæren øget til 17 divisioner
- 1940: 376.000 aktive med 2 millioner reserver i 31 divisioner
  - To divisioner i Japan (Kejserlige garde plus én anden)
  - To divisioner i Korea
  - 27 divisioner i Kina og Manchuriet
- I slutningen af 1941: 460.000 aktive i 41 divisioner
  - To divisioner i Japan og Korea
  - 12 divisioner i Manchuriet
  - 27 divisioner i Kina
  - plus 59 brigade ækvivalenter.
    - Uafhængige brigader, uafhængige blandede brigader, kavaleribrigader, amfibiebrigader, uafhængige blandede regimenter, uafhængige regimenter.
- 1945: 5 millioner aktive i 145 divisioner (inklusiv tre Kejserlige garde), plus en lang række individuelle enheder, med et stort Frivillige kampkorps.
  - inklusiv den Kejserlige japanske hærs flyvetjeneste.
- Japans forsvarshær havde i 1945 55 divisioner med 2 millioner mænd.

Total militær i august 1945 var 6.095.000 inklusiv 676.863 fra Hærens lufttjeneste.

## Arsenaler
Den kejserlige japanske hær styrede forskellige arsenaler:
- Japanske hærs Sagamiarsenal: med Mitsubishi, udviklede og producerede kampvogne
- Japanske hærs Osakaarsenal: med Mitsubishi og Hitachi, udviklede og producerede kampvogne
- Japanske hærs Saseboarsenal: med Mitsubishi, producerede kampvogne
- Japanske hærs Heijoarsenal: med Nambu, producerede hånd- og langeinfanterivåben
- Japanske hærs Mukdenarsenal: med Nambu, producerede infanterivåben
- Japanske hærs Kokuraarsenal: med Nambu, fremstillede håndvåben og maskingeværer
- Japanske hærs Tokyoarsenal: Hærens administration og testcenter relateret til lette og tunge våben produktion
- Japanske hærs Tachikawaarsenal: dedikeret til at udvikle og fremstille fly for den Kejserlige japanske hærs flyvetjeneste
- Japanske hærs Koishikawaarsenal (Tokyo)

## Tab
I løbet af den Kejserlige japanske hærs eksistens, blev millioner af soldater enten dræbt, såret eller meldt savnet i kamp.
- Taiwan-ekspeditionen 1874: 543 (12 dræbt i kamp og 531 af sygdom)
- 1. kinesisk-japanske krig: Den kejserlige japanske hær led 13.823 døde og 3.973 sårede
- Russisk-japanske krig: Det samlede antal japanske døde i kamp, anslås til omkring 47.000, med omkring 80.000, hvis sygdom er inkluderet
- 1. verdenskrig: 1.455 japanerne blev dræbt, for det meste ved slaget om Tsingtao
- 2. verdenskrig:
  - Dræbte
    - 2.566.000 kejserlige væbnede styrker døde herunder ikkekampsdødsfald (inklusiv 1.506.000 dræbt i kamp)
    - 672.000 kendte civile døde

  - 810.000 savnet i kamp og forment død
  - 7.500 krigsfanger

## Eksterne links
- Wikimedia Commons har flere filer relateret til Kejserlige japanske hær
- (engelsk) Axis History Factbook—Imperial Japanese Army (IJA)
- (engelsk) Overview of Imperial Japanese Army weapons and armaments in World War II
- http://mailer.fsu.edu/~akirk/tanks/japan/warposters/JapaneseWarposters.html Arkiveret 12. marts 2005 hos  Wayback Machine
- (engelsk) The PBS program "Victory in the Pacific." Arkiveret 26. marts 2010 hos  Wayback Machine
- (engelsk) Imperial Japanese Army 3rd Platoon reenactor's resource
- Chen, Peter. "(engelsk) Horii, Tomitaro". WW2 Database.